# NGC 4776
NGC 4776 (NGC 4759A) je lećasta galaktika u zviježđu Djevici. Naknadno je utvrđeno da je NGC 4759A ista galaktika.

## Vanjske poveznice
- (engl.) SEDS: NGC 4776
- (engl.) Revidirani Novi opći katalog
- (engl.) Izvangalaktička baza podataka NASA-e i IPAC-a
- (engl.) Astronomska baza podataka SIMBAD
- (engl.) VizieR